# アルベルト・フェルナンデス・フェルナンデス
アルベルト・フェルナンデス・フェルナンデス（Alberto Fernández Fernández、1943年11月19日 - ）は、スペイン・カレーニョ出身の元サッカー選手。ポジションはMFだった。

## 経歴
1969年から1979年までに間をアトレティコ・マドリードで過ごし、3度のリーグ優勝、2度のコパ・デル・レイそして1974年のインターコンチネンタルカップ優勝と、アトレティコ・マドリードの1970年代黄金期のメンバーとして活躍した。

## タイトル
アトレティコ・マドリード
- インターコンチネンタルカップ : 1回 (1974年)
- コパ・デル・レイ : 2回 (1971-72, 1975-76)
- ラ・リーガ : 3回 (1969-70, 1072-73, 1976-77)